# Sipinggol Pinggol
Sipinggol Pinggol is een bestuurslaag in het regentschap Pematang Siantar van de provincie Noord-Sumatra, Indonesië. Sipinggol Pinggol telt 4325 inwoners (volkstelling 2010).